# شاسيرال أويست
شاسيرال أويست (بالإنجليزية: Chasseral Ouest)‏ هو أحد جبال سلسلة جورا وجزء من القمة الأم شاسيرال يقع في كانتون نيوشاتل وكانتون برن, سويسرا. يبلغ ارتفاع الجبل حوالي 1552 متر، بينما يبلغ ارتفاع نتوء الجبل 12 متر.